# Cristóbal Gómez de Sandoval-Rojas

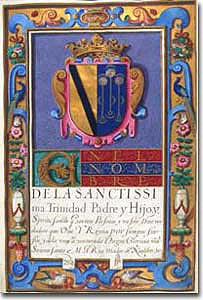
Documento de 1611.

Cristóbal Gómez de Sandoval-Rojas y de la Cerda, duque de Uceda, (Dénia, 1581 - Alcalá de Henares, 31 de Maio de 1624) foi um político espanhol. Figura de primeiro plano da vida política espanhola da primeira metade do século XVII.
Sucedeu ao pai, o duque de Lerma, como valido da corte filipina. A sua ascensão política está envolvida em grande polémica. Seu pai, Francisco de Sandoval y Rojas, duque de Lerma, fora um dos protegidos de Filipe II e, graças a uma série de ilegalidades e abusos de poder, acumulou uma imensa fortuna, ascendendo mesmo à dignidade cardinalícia.
Com a chegada ao poder de Filipe III, assiste-se a uma "limpeza" entre os velhos governantes. O duque de Lerma foi afastado pelo próprio filho, unido aos seus inimigos, como o padre Aliaga e Gaspar de Guzman, futuro Conde Duque de Olivares que, ainda, o condenou a pagar uma multa ao Estado de cerca de 1 milhão e 400 mil escudos.
Contudo, como aconteceu várias vezes ao longo do Antigo Regime ibérico, o favor recebido dos monarcas suscitava a inveja e a intriga daqueles que o não alcançavam. O duque de Uceda tornara-se uma das figuras mais poderosas da Espanha, uma espécie de primeiro-ministro. Tornara-se, também, uma das mais temidas e invejadas, contra quem se dirigiam muitas das intrigas palacianas. Guzman, com quem se aliara no início, é dos que mais lhe mina o terreno.
A tal ponto que, em 1619, quando o rei visitou Lisboa, houve um incidente de protocolo com D. Teodósio, condestável-mor de Portugal, circulando no cortejo real um papel acusando-o de ter tratado Uceda por "senhor", e não ter visitado o confessor do rei. Filipe III morreu em 31 de Março de 1621, num ambiente de mistério e por entre suspeitas de envenenamento.
O novo monarca, Filipe IV, apenas com 16 anos, ameaçava impor alterações na administração. Vários cortesãos perderam os ofícios em favor de nobres de mais valimento. Entre eles destacaram-se o duque de Osuna, de quem havia queixas pelo governo de Nápoles, e que foi logo preso, o duque de Uceda e o conde de Saldanha, ambos desterrados; o velho duque de Lerma, ainda vivo, voltou a ser desterrado para os seus domínios e condenado a devolver a renda que ainda mantinha, doada pela Coroa.